# Pseudomorpha falli
Pseudomorpha falli är en skalbaggsart som beskrevs av Notman. Pseudomorpha falli ingår i släktet Pseudomorpha och familjen jordlöpare. Inga underarter finns listade i Catalogue of Life.